# Нік де Вріс
Гендрік Йоганнес Нікасіус "Нік" де Вріс (Нідерландською: [niːk də ˈvris]; нар. 6 лютого 1995) — нідерландський гонщик, який виступав у Формулі-1 з командами AlphaTauri та Williams. Він виграв Чемпіонат світу Формули E 2020–21 та Чемпіонат FIA Формули 2 2019 року, а також Чемпіонати світу з картингу 2010 та 2011 років. Він перебував в програмі молодих пілотів Макларен із січня 2010 року до травня 2019 року. Де Вріс дебютував у Формулі-1 у вересні 2022 року, замінивши Алекса Албона в команді Вільямс на Гран-прі Італії 2022 року.

## Рання кар'єра

### Картинг
У 2008 році де Вріс виграв Світову серію WSK у категорії KF3, а також Чемпіонат Німеччини серед юніорів. У 2009 році він захистив обидва титули чемпіона Німеччини серед юніорів і чемпіона Світової серії WSK, а також виграв європейський чемпіонат KF3. У вересні він виграв Чемпіонат світу з картингу 2010 року. Він також виграв Чемпіонат світу в 2011 році.

### Formula Renault 3.5
У 2015 році де Вріс перейшов в Формулу Рено 3.5, виступаючи за команду DAMS. Він п’ять разів піднімався на подіум, перш ніж виграти фінальну гонку сезону на трасі Херес, що дозволило йому піднятись на третє місце у фінальній таблиці зі 160 очками, поступившись лише Оліверу Роуленду та Матьє Ваксів’єру.

### GP3
Де Вріс брав участь у серії GP3 у 2016 році з ART Grand Prix. Він здобув свій перший подіум на трасі Ред Булл Ринг, де посів третє місце, а потім здобув свій перший поул у Будапешті. В другій гонці в Монці він здобув свою першу перемогу, результат, який він повторив на трасі Яс-Марина в кінці сезону. Він посів шосте місце в чемпіонаті, поступившись своїм товаришам по команді Шарлю Леклеру та Александру Албону, які стали чемпіоном і віце-чемпіоном відповідно.

## Формула-1
У 2010 році де Вріс підписав контракт із програмою молодих гонщиків Макларен, а у 2016 році — з Audi Sport Racing Academy. Він залишив McLaren перед сезоном 2019 року, щоб зосередитися на своїх обов’язках в Audi, де залишався до вересня 2019 року.

### Тестовий та резервний пілот
У грудні 2020 року де Вріс і його товариш по команді по Формулі E Стоффель Вандорн провели свої перші тести у Формулі-1 за команду Мерседес на тестах для молодих пілотів наприкінці сезону. Наступного року він став одним із резервних пілотів команди, разом зі своїм напарником по Mercedes-EQ Стоффелем Вандорном.
Він дебютував у Формулі-1 в практиці на Гран-прі Іспанії 2022 року, де зайняв місце Алекса Албона в Вільямс. На Гран-прі Франції де Вріс брав участь у черговій тренувальній сесії за болідом команди Мерседес, посівши місце семиразового чемпіона світу Льюїса Гамільтона. Згодом де Вріс знову повернувся за кермо Мерседес під час вільної практики на Гран-прі Мехіко замість Джорджа Рассела.
У вересні де Вріс тестував Alpine A521 на трасі Хунгароринг разом з Антоніо Джовінацці та Джеком Духаном.
На Гран-прі Сан-Паулу 2022 року де Вріса призначили заміною Ландо Норріса в Макларен на випадок, якщо Норріс не зможе взяти участь у гонці, оскільки англійський пілот постраждав від харчового отруєння. Команда провела підлаштування сидіння для де Вріса. Однак наступного дня Норріс остаточно одужав і зміг взяти участь у Гран-прі.

#### Оренда в Вільямс та дебют в гонці (2022)
На Гран-прі Італії де Вріс взяв участь у першій практиці з командою Астон Мартін замість Себастьяна Феттеля. Потім де Вріс замінив Алекса Албона в Вільямс на третій практиці, кваліфікації та гонці, після того як в Албона було виявлено апендицит. Йому вдалося пройти до другого сегменту кваліфікації та здобути тринадцяту позицію в підсумку кваліфікації, випередивши свого товариша по команді Вільямс Ніколаса Латіфі. Він стартував восьмим після штрафів, застосованих до кількох пілотів. Він закінчив гонку на дев’ятій позиції, набравши очки під час свого дебюту в гонці, а також здобув звання Гонщика дня.

### AlphaTauri (2023)

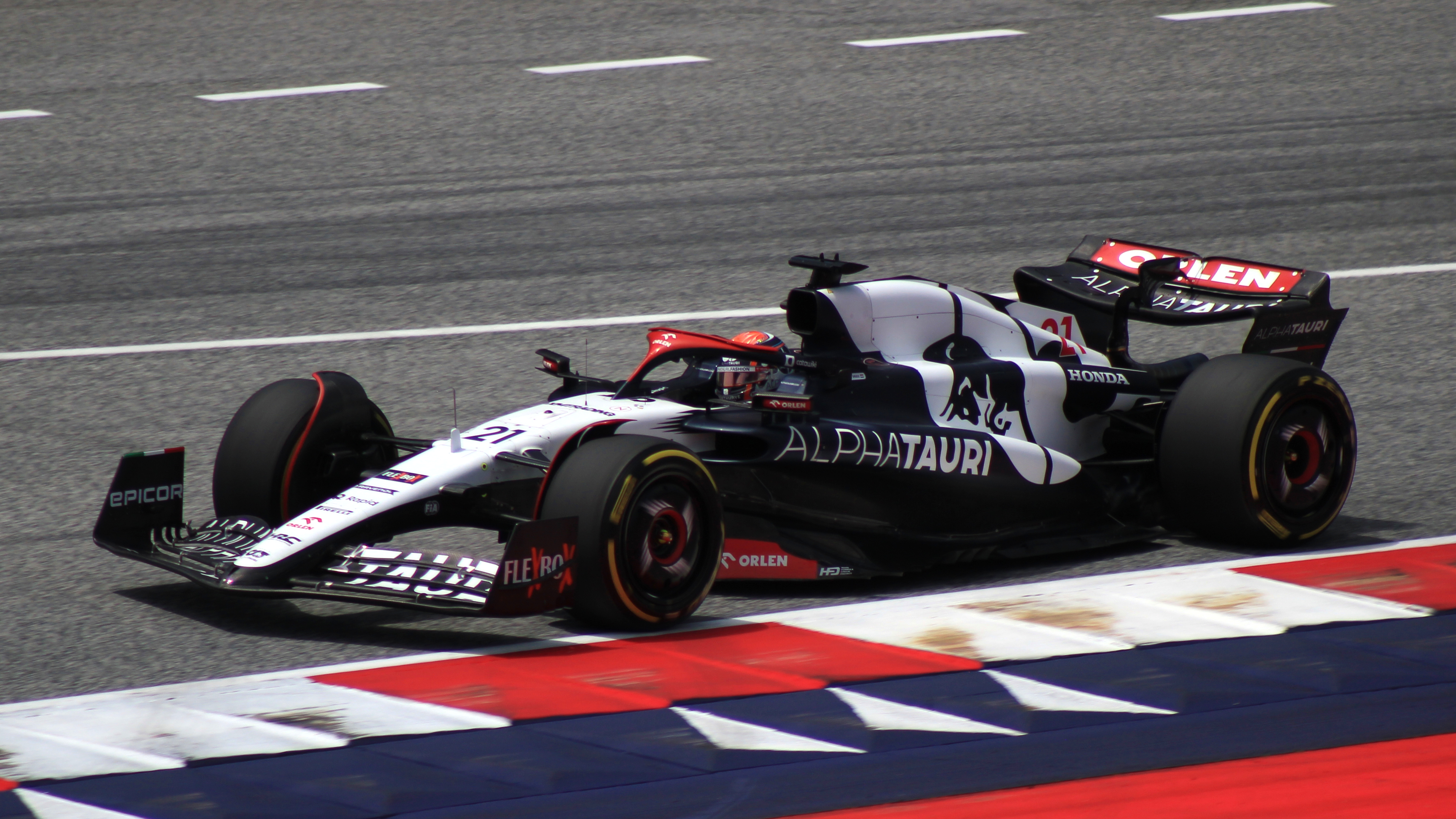
Де Вріс за кермом AlphaTauri AT04 на Гран-прі Австрії 2023 року.

У сезоні 2023 року де Вріс підписав контракт з командою AlphaTauri, замінивши П’єра Гаслі, який перейшов в команду Альпін.
Де Вріс фінішував 14-м в перших двох гонках на Гран-прі Бахрейну і Гран-прі Саудівської Аравії. В хаотичній гонці на Гран-прі Австралії він зійшов з дистанції після зіткнення з Логаном Сарджентом і був класифікований 15-м. Де Вріс кваліфікувався останнім та зійшов  в гонці на Гран-прі Азербайджану. Через кілька днів після того, як він фінішував 17-м на Гран-прі Великої Британії, Де Вріс був звільнений з AlphaTauri і замінений Данієлем Ріккардо. До свого звільнення Де Вріс часто піддавався критиці, щодо своїх результатів, особливо з боку радника з автоспорту Red Bull Гельмута Марко. Декілька гонщиків розкритикували рішення звільнити Де Вріса посеред його дебютного сезону як основного пілота.

## Результати виступів

### Загальна статистика
| Сезон   | Серія                                   | Команда                                        | Гонки                  | Перемоги               | Поули                  | Н/к                    | Подіуми                | Очки                   | Місце                  |
| ------- | --------------------------------------- | ---------------------------------------------- | ---------------------- | ---------------------- | ---------------------- | ---------------------- | ---------------------- | ---------------------- | ---------------------- |
| 2012    | Eurocup Formula Renault 2.0             | R-ace GP                                       | 14                     | 0                      | 0                      | 1                      | 2                      | 78                     | 5                      |
| 2012    | Formula Renault 2.0 NEC                 | R-ace GP                                       | 11                     | 1                      | 1                      | 2                      | 4                      | 166                    | 10                     |
| 2013    | Eurocup Formula Renault 2.0             | Koiranen GP                                    | 14                     | 2                      | 1                      | 2                      | 5                      | 113                    | 5                      |
| 2013    | Formula Renault 2.0 Alps                | Koiranen GP                                    | 6                      | 0                      | 0                      | 0                      | 2                      | 68                     | 8                      |
| 2014    | Eurocup Formula Renault 2.0             | Koiranen GP                                    | 14                     | 5                      | 6                      | 5                      | 10                     | 254                    | 1                      |
| 2014    | Formula Renault 2.0 Alps                | Koiranen GP                                    | 14                     | 9                      | 9                      | 10                     | 12                     | 300                    | 1                      |
| 2015    | Formula Renault 3.5 Series              | DAMS                                           | 17                     | 1                      | 1                      | 1                      | 6                      | 160                    | 3                      |
| 2016    | GP3 Series                              | ART Grand Prix                                 | 18                     | 2                      | 1                      | 1                      | 5                      | 133                    | 6                      |
| 2017    | FIA Formula 2 Championship              | Rapax                                          | 13                     | 1                      | 0                      | 0                      | 4                      | 114                    | 7                      |
| 2017    | FIA Formula 2 Championship              | Racing Engineering                             | 8                      | 0                      | 0                      | 2                      | 1                      | 114                    | 7                      |
| 2018    | FIA Formula 2 Championship              | Pertamina Prema Theodore Racing                | 24                     | 3                      | 2                      | 4                      | 6                      | 202                    | 4                      |
| 2018–19 | FIA World Endurance Championship - LMP2 | Racing Team Nederland                          | 6                      | 0                      | 0                      | 2                      | 0                      | 64                     | 9                      |
| 2019    | FIA Formula 2 Championship              | ART Grand Prix                                 | 22                     | 4                      | 5                      | 3                      | 12                     | 266                    | 1                      |
| 2019    | 24 години Ле-Мана - LMP2                | Racing Team Nederland                          | 1                      | 0                      | 0                      | 0                      | 0                      | Н/Д                    | 15                     |
| 2019–20 | Формула Е                               | Mercedes-Benz EQ Formula E Team                | 11                     | 0                      | 0                      | 0                      | 1                      | 60                     | 11                     |
| 2019–20 | FIA World Endurance Championship - LMP2 | Racing Team Nederland                          | 6                      | 1                      | 0                      | 2                      | 2                      | 99                     | 10                     |
| 2020    | European Le Mans Series                 | G-Drive Racing                                 | 3                      | 1                      | 0                      | 1                      | 2                      | 43                     | 5                      |
| 2020    | Формула-1                               | Mercedes-AMG Petronas F1 Team                  | Тест-пілот             | Тест-пілот             | Тест-пілот             | Тест-пілот             | Тест-пілот             | Тест-пілот             | Тест-пілот             |
| 2020–21 | Формула Е                               | Mercedes-EQ Formula E Team                     | 15                     | 2                      | 1                      | 2                      | 4                      | 99                     | 1                      |
| 2021    | European Le Mans Series                 | G-Drive Racing                                 | 5                      | 1                      | 2                      | 0                      | 2                      | 67                     | 5                      |
| 2021    | FIA World Endurance Championship - LMP2 | G-Drive Racing                                 | 1                      | 0                      | 0                      | 0                      | 0                      | 0                      | НК†                    |
| 2021    | FIA World Endurance Championship - LMP2 | Racing Team Nederland                          | 1                      | 0                      | 0                      | 0                      | 1                      | 15                     | 19                     |
| 2021    | Формула-1                               | Mercedes-AMG Petronas F1 Team                  | Резервний гонщик       | Резервний гонщик       | Резервний гонщик       | Резервний гонщик       | Резервний гонщик       | Резервний гонщик       | Резервний гонщик       |
| 2021–22 | Формула Е                               | Mercedes-EQ Formula E Team                     | 16                     | 2                      | 1                      | 1                      | 3                      | 106                    | 9                      |
| 2022    | Формула-1                               | Williams Racing                                | 1                      | 0                      | 0                      | 0                      | 0                      | 2                      | 21                     |
| 2022    | Формула-1                               | Mercedes-AMG Petronas F1 Team                  | Резервний/Третій пілот | Резервний/Третій пілот | Резервний/Третій пілот | Резервний/Третій пілот | Резервний/Третій пілот | Резервний/Третій пілот | Резервний/Третій пілот |
| 2022    | Формула-1                               | McLaren F1 Team                                | Резервний гонщик       | Резервний гонщик       | Резервний гонщик       | Резервний гонщик       | Резервний гонщик       | Резервний гонщик       | Резервний гонщик       |
| 2022    | Формула-1                               | Aston Martin Aramco Cognizant Formula One Team | Тест-пілот             | Тест-пілот             | Тест-пілот             | Тест-пілот             | Тест-пілот             | Тест-пілот             | Тест-пілот             |
| 2022    | 24 години Ле-Мана - LMP2                | TDS Racing x Vaillante                         | 1                      | 0                      | 0                      | 0                      | 0                      | Н/Д                    | 4                      |
| 2023    | Формула-1                               | Scuderia AlphaTauri                            | 10                     | 0                      | 0                      | 0                      | 0                      | 0*                     | 22*                    |

† Де Вріс брав участь в змаганні за запрошенням, тому йому не нараховувалися очки чемпіонату.

* Сезон триває.

### Формула-1
| Сезон | Команда                               | Шасі                              | Двигун                          | 1      | 2      | 3       | 4        | 5      | 6        | 7      | 8      | 9      | 10     | 11  | 12       | 13  | 14  | 15  | 16       | 17  | 18  | 19  | 20       | 21  | 22  | Місце | Очки |
| ----- | ------------------------------------- | --------------------------------- | ------------------------------- | ------ | ------ | ------- | -------- | ------ | -------- | ------ | ------ | ------ | ------ | --- | -------- | --- | --- | --- | -------- | --- | --- | --- | -------- | --- | --- | ----- | ---- |
| 2022  | Williams Racing                       | Williams FW44                     | Mercedes M13 E Performance V6 t | БАХ    | САУ    | АВС     | ЕМІ      | МАЯ    | ІСП Тест | МОН    | АЗЕ    | КАН    | ВЕЛ    | АВТ |          |     |     |     | ІТА 9    | СІН | ЯПО | США |          |     |     | 21    | 2    |
| 2022  | Mercedes-AMG Petronas F1 Team         | Mercedes-AMG F1 W13 E Performance | Mercedes M13 E Performance V6 t |        |        |         |          |        |          |        |        |        |        |     | ФРА Тест | УГО | БЕЛ | НІД |          |     |     |     | МЕХ Тест | САП | АБУ | 21    | 2    |
| 2022  | Aston Martin Aramco Cognizant F1 Team | Aston Martin AMR22                | Mercedes M13 E Performance V6 t |        |        |         |          |        |          |        |        |        |        |     |          |     |     |     | ІТА Тест |     |     |     |          |     |     | 21    | 2    |
| 2023  | Scuderia AlphaTauri                   | AlphaTauri AT04                   | Honda H001 V6 t                 | БАХ 14 | САУ 14 | АВС 15† | АЗЕ Схід | МАЯ 18 | МОН 12   | ІСП 14 | КАН 18 | АВТ 17 | ВЕЛ 17 | УГО | БЕЛ      | НІД | ІТА | СІН | ЯПО      | КАТ | США | МЕХ | САП      | ЛВГ | АБУ | 22*   | 0*   |

* Сезон триває.